# Bahnstrecke Mödrath–Liblar
| Streckennummer (DB): | 2606 (Mödrath–Liblar) 2609 (Liblar Dorf–Liblar) |                                  |                                  |
| Kursbuchstrecke (DB): | zuletzt 247a                                    |                                  |                                  |
| Kursbuchstrecke: | 245c (1946)                                     |                                  |                                  |
| Streckenlänge: | 13,0 km                                         |                                  |                                  |
| Spurweite: | 1435 mm (Normalspur)                            |                                  |                                  |
| |                                                 |                                  |                                  |
| Spurweite bis 1904: | 1000 mm (Meterspur)                             |                                  |                                  |
| Spurweite bis 1913: | 1000 mm und 1435 mm (Dreischienengleis)         |                                  |                                  |
| \| \| \| von Horrem \| \| \| \| \| von Benzelrath \| \| \| \| 12,98 \| Mödrath \| Mödrath \| \| \| \| ehem. nach Nörvenich \| \| \| \| 8,59 \| Türnich-Balkhausen (Haltestelle) \| Türnich-Balkhausen (Haltestelle) \| \| \| 6,72 \| Brüggen (Erft) \| Brüggen (Erft) \| \| \| \| Kierdorf \| \| \| \| 5,10 \| Zieselsmaar \| Zieselsmaar \| \| \| 3,64 \| Köttingen \| Köttingen \| \| \| 1,82 \| Liblar Dorf \| Liblar Dorf \| \| \| \| von Vochem \| \| \| \| \| von Köln \| \| \| \| 0,00 \| Erftstadt (ehem. Liblar) \| Erftstadt (ehem. Liblar) \| \| \| \| nach Trier \| \| \| \| \| Euskirchener Kreisbahnen \| \| \| \| \| \| \| \| Quellen: [1][2] \| \| \| \| |                                                 |                                  |                                  |
| Strecke (außer Betrieb) |                                                 | von Horrem                       | von Horrem                       |
| Abzweig geradeaus und von links (Strecke außer Betrieb) |                                                 | von Benzelrath                   | von Benzelrath                   |
| Bahnhof (Strecke außer Betrieb) | 12,98                                           | Mödrath                          | Mödrath                          |
| Abzweig geradeaus und nach rechts (Strecke außer Betrieb) |                                                 | ehem. nach Nörvenich             | ehem. nach Nörvenich             |
| Haltepunkt / Haltestelle (Strecke außer Betrieb) | 8,59                                            | Türnich-Balkhausen (Haltestelle) | Türnich-Balkhausen (Haltestelle) |
| Bahnhof (Strecke außer Betrieb) | 6,72                                            | Brüggen (Erft)                   | Brüggen (Erft)                   |
| Haltepunkt / Haltestelle (Strecke außer Betrieb) |                                                 | Kierdorf                         | Kierdorf                         |
| Bahnhof (Strecke außer Betrieb) | 5,10                                            | Zieselsmaar                      | Zieselsmaar                      |
| Haltepunkt / Haltestelle (Strecke außer Betrieb) | 3,64                                            | Köttingen                        | Köttingen                        |
| Bahnhof (Strecke außer Betrieb) | 1,82                                            | Liblar Dorf                      | Liblar Dorf                      |
| Abzweig geradeaus, nach links und von links (Strecke außer Betrieb) |                                                 | von Vochem                       | von Vochem                       |
| Verschwenkung nach rechts und ehemals nach links (Strecke außer Betrieb) · Strecke nach halbrechts und von links |                                                 | von Köln                         | von Köln                         |
| Bahnhof (Strecke außer Betrieb) · Bahnhof | 0,00                                            | Erftstadt (ehem. Liblar)         | Erftstadt (ehem. Liblar)         |
| Strecke (außer Betrieb) · Strecke nach links |                                                 | nach Trier                       | nach Trier                       |
| Strecke (außer Betrieb) |                                                 | Euskirchener Kreisbahnen         | Euskirchener Kreisbahnen         |
| |                                                 |                                  |                                  |
| Quellen: |                                                 |                                  |                                  |

Die Bahnstrecke Mödrath–Liblar war eine Nebenbahn in Nordrhein-Westfalen. Sie verlief entlang der Erft am Westrand der Ville.

## Geschichte
In Fortführung der Stammstrecke der Bergheimer Kreisbahn über Horrem nach Mödrath wurde die Strecke nach Liblar (heute Erftstadt) von der Westdeutschen Eisenbahn-Gesellschaft (WeEG) zunächst in Meterspur erbaut. Am 24. Juni 1898 wurde der erste Abschnitt bis Türnich-Balkhausen für den Personenverkehr eröffnet; der Rest der Strecke bis Liblar folgte am 1. März 1899.
Am 4. August 1903 gründete sich die Mödrath-Liblar-Brühler Eisenbahn (MLBE), die neben dieser Strecke auch die Bahnstrecke Liblar–Vochem übernahm. Auf Betreiben der MLBE wurde die Strecke 1904 durch Hinzufügen einer dritten Schiene zusätzlich auf Normalspur umgebaut.
Zum 1. Januar 1913 wurde die MLBE zusammen mit ihren Strecken verstaatlicht und in die Preußischen Staatseisenbahnen überführt.
Ab 1904 war die Strecke als Teil einer strategischen Bahn („Ruhr-Mosel-Entlastungslinie“) vorgesehen. Ein Weiterbau von Liblar über Rheinbach nach Rech an der Ahrtalbahn war geplant, kam jedoch nicht zur Ausführung.
1949 wurde dann mit dem Tagebau Frechen der erste Großtagebau im rheinischen Braunkohlerevier aufgetan. Dieser erforderte zunächst die Verlegung des Abschnittes zwischen Mödrath und Türnich-Balkhausen, die zum 16. Dezember 1956 fertiggestellt wurde. Fünf Jahre später fiel dieses Teilstück dann gänzlich dem sich ausbreitenden Tagebau zum Opfer und wurde am 28. Mai 1961 stillgelegt.
Zum gleichen Zeitpunkt wurde der Personenverkehr auf der gesamten Strecke bis Liblar eingestellt. Die Einstellung des Güterverkehrs folgte schließlich am 1. Juni 1965.